# Michele Marcolini
Michele Marcolini (Savona, Italia, 2 de octubre de 1975) es un exjugador y entrenador de fútbol italiano. Actualmente está sin club.

## Trayectoria

### Como jugador
Producto de la cantera del Torino, Marcolini hizo su debut absoluto con el Sora en 1994. En 1997, se unió a Bari, donde pasó cuatro temporadas y también debutó en la Serie A. Luego jugó en la Serie B durante dos temporadas con Vicenza, y más tarde volvió a la máxima categoría con Atalanta y Chievo. El 27 de junio de 2011 rescindió de mutuo acuerdo su contrato con el Chievo. Luego firmó un contrato de un año con el Padua el 4 de julio de 2011, y terminó su carrera en 2013 después de una temporada solitaria con el club Lumezzane de la Lega Pro Prima Divisione.

### Como entrenador
En junio de 2013, Marcolini asumió su primer cargo directivo, reemplazando a Gianluca Festa como entrenador de Lumezzane.
En junio de 2014 fue nombrado nuevo entrenador del Real Vicenza, sin embargo, fue despedido más tarde en enero de 2015 y luego reelegido en febrero para completar la temporada en el séptimo lugar.
Se desempeñó sucesivamente como entrenador de A.C. Pavia de agosto a diciembre de 2015, y luego se hizo cargo del Santarcangelo durante la campaña completa de la Lega Pro 2016-17.
El 21 de noviembre de 2017, fue designado al frente del Alessandria de la Serie C, en sustitución de Cristian Stellini.
El 27 de noviembre de 2018, fue contratado como entrenador del AlbinoLeffe, con el equipo en zona de descenso.
El 4 de julio de 2019, fue contratado como entrenador de su antiguo club, Chievo, recién descendido a la Serie B. El 1 de marzo de 2020, el club lo despidió, con el equipo en el octavo lugar.
El 2 de noviembre de 2020 fichó por el Novara de la Serie C. Fue despedido el 14 de diciembre de 2020 después de que el club ganara 4 puntos en 7 partidos bajo su dirección.
El 5 de julio de 2021, Marcolini regresó a AlbinoLeffe. Tras completar la temporada en el club lombardo, fue destituido el 24 de mayo de 2022.
El 15 de diciembre de 2022, Marcolini fue contratado como nuevo entrenador de la selección de Malta, sucediendo a Devis Mangia en el cargo, acordando un contrato hasta finales de 2024.En septiembre de 2024, fue relevado de sus funciones con "efecto inmediato".

## Clubes

### Como jugador
| Club          | País   | Año       |
| ------------- | ------ | --------- |
| Torino        | Italia | 1990-1994 |
| Sora (cedido) | Italia | 1990-1991 |
| Sora          | Italia | 1994-1997 |
| Bari          | Italia | 1997-2001 |
| Vicenza       | Italia | 2001-2003 |
| Atalanta      | Italia | 2003-2006 |
| Chievo Verona | Italia | 2006-2011 |
| Padova        | Italia | 2011-2012 |
| Lumezzane     | Italia | 2012-2013 |

### Como entrenador
| Club               | País   | Año       |
| ------------------ | ------ | --------- |
| Lumezzane          | Italia | 2013-2014 |
| Real Vicenza       | Italia | 2014-2015 |
| Pavia              | Italia | 2015      |
| Santarcangelo      | Italia | 2016-2017 |
| Alessandria        | Italia | 2017-2018 |
| Avellino           | Italia | 2018      |
| AlbinoLeffe        | Italia | 2018-2019 |
| Chievo Verona      | Italia | 2019-2020 |
| Novara             | Italia | 2020      |
| AlbinoLeffe        | Italia | 2021-2022 |
| Selección de Malta | Malta  | 2023-2024 |

## Palmarés

### Como jugador

#### Campeonatos nacionales
| Título  | Club          | País   | Año     |
| ------- | ------------- | ------ | ------- |
| Serie B | Atalanta      | Italia | 2005-06 |
| Serie B | Chievo Verona | Italia | 2007-08 |

### Como entrenador

#### Campeonatos nacionales
| Título              | Club        | País   | Año     |
| ------------------- | ----------- | ------ | ------- |
| Copa Italia Serie C | Alessandria | Italia | 2017-18 |